# Dennis Dugan
Dennis Dugan (* 5. September 1946 in Wheaton, Illinois) ist ein US-amerikanischer Schauspieler und Regisseur.

## Karriere
Nach dem Besuch der Wheaton Central High School in Wheaton begann Dugan seine Karriere Anfang der 1970er Jahre als Schauspieler mit Nebenrollen und Kurzauftritten in Fernsehserien. Nachdem er 1975 in John Schlesingers Der Tag der Heuschrecke sein Debüt auf der Kinoleinwand gegeben hatte, folgten größere Rollen in Film und Fernsehen – so übernahm er Nebenrollen in Detektiv Rockford – Anruf genügt, Can’t Buy Me Love, Disneys König Artus und der Astronaut und dem Horrorfilm Das Tier. 1978 spielte er an der Seite von Larry Hagman und Robert Culp in dem Film „O’Malley, bitte melden“ den Polizisten Lucas.
Ab Ende der 1980er Jahre betätigte er sich auch als Regisseur und übernahm die Regie einzelner Folgen in Fernsehserien wie Kampf gegen die Mafia und Das Model und der Schnüffler. Bei der Komödie So ein Satansbraten übernahm er 1990 erstmals die Regie eines Kinofilms. Dugan machte sich in der Folgezeit einen Namen als Regisseur von Filmkomödien, bei denen er oft mit Adam Sandler zusammenarbeitete. Er tritt in seinen Filmen oft in Cameo-Auftritten in Erscheinung. 2012 spielte er in dem Film Der Chaos-Dad eine Gastrolle.
Dugan war viermal als schlechtester Regisseur für die Goldene Himbeere nominiert: Er gewann 2011 für Jack und Jill, weitere Nominierungen gab es 2000 für Big Daddy, 2008 für Chuck und Larry – Wie Feuer und Flamme und 2013 für Kindsköpfe 2.
Dugan unterstützt eine Kampagne der Environmental Media Association zur Reduktion von Tropenholz bei der Konstruktion von Filmsets und produzierte schon Big Daddy unter diesem Gesichtspunkt.
Er war zweimal verheiratet, zuletzt mit der Schauspielerin Joyce Van Patten.

## Filmografie (Auswahl)

### Darsteller
- 1971: Hospital (The Hospital)
- 1975: Der Tag der Heuschrecke (The Day of the Locust)
- 1975, 1983: M*A*S*H (Fernsehserie, 2 Folgen)
- 1976: Und morgen wird ein Ding gedreht (Harry and Walter Go to New York)
- 1979: König Artus und der Astronaut (Unidentified Flying Oddball)
- 1981: Das Tier (The Howling)
- 1982: Polizeirevier Hill Street (Hill Street Blues, Fernsehserie, 4 Folgen)
- 1985: Wasser – Der Film (Water)
- 1987: Can’t Buy Me Love
- 1988: She’s Having a Baby
- 1988: Pippi Langstrumpfs neueste Streiche (The New Adventures of Pippi Longstocking)
- 1988–1989: Das Model und der Schnüffler (Moonlighting, Fernsehserie, 4 Folgen)
- 1989: Eine Wahnsinnsfamilie (Parenthood)
- 2007: Chuck und Larry – Wie Feuer und Flamme (I Now Pronounce You Chuck and Larry)
- 2008: Leg dich nicht mit Zohan an (You Don’t Mess with the Zohan)
- 2010: Kindsköpfe (Grown Ups)
- 2011: Jack und Jill (Jack and Jill)
- 2012: Der Chaos-Dad (That’s My Boy)
- 2013: Kindsköpfe 2 (Grown Ups 2)
- 2023: A Killer’s Memory (Knox Goes Away)
- 2025: Happy Gilmore 2

### Regisseur
- 1990: So ein Satansbraten (Problem Child)
- 1992: Drei lahme Enten (Brain Donors)
- 1994: Columbo: Todesschüsse auf dem Anrufbeantworter (Butterfly in Shades of Grey, Fernsehfilm)
- 1994: Bundles – Ein Hund zum Verlieben (The Shaggy Dog, Fernsehfilm)
- 1996: Happy Gilmore
- 1997: Beverly Hills Ninja – Die Kampfwurst (Beverly Hills Ninja)
- 1999: Big Daddy
- 2001: Zickenterror – Der Teufel ist eine Frau (Saving Silverman)
- 2003: National Security
- 2003: A Screwball Homicide (Fernsehfilm)
- 2004: Karroll’s Christmas (Fernsehfilm)
- 2006: Die Bankdrücker (The Benchwarmers)
- 2007: Chuck und Larry – Wie Feuer und Flamme (I Now Pronounce You Chuck and Larry)
- 2008: Leg dich nicht mit Zohan an (You Don’t Mess with the Zohan)
- 2010: Kindsköpfe (Grown Ups)
- 2011: Meine erfundene Frau (Just Go with It)
- 2011: Jack und Jill (Jack and Jill)
- 2013: Kindsköpfe 2 (Grown Ups 2)
- 2020: Liebe ist … (Love, Weddings & Other Disasters)

## Auszeichnungen
- 2000: Nominierung für die Goldene Himbeere für die schlechteste Regie für Big Daddy
- 2008: Nominierung für die Goldene Himbeere für die schlechteste Regie für Chuck und Larry – Wie Feuer und Flamme
- 2012: Goldene Himbeere für die schlechteste Regie für Jack and Jill und Meine erfundene Frau
- 2014: Nominierung für die Goldene Himbeere für die schlechteste Regie für Kindsköpfe 2